# 스타독

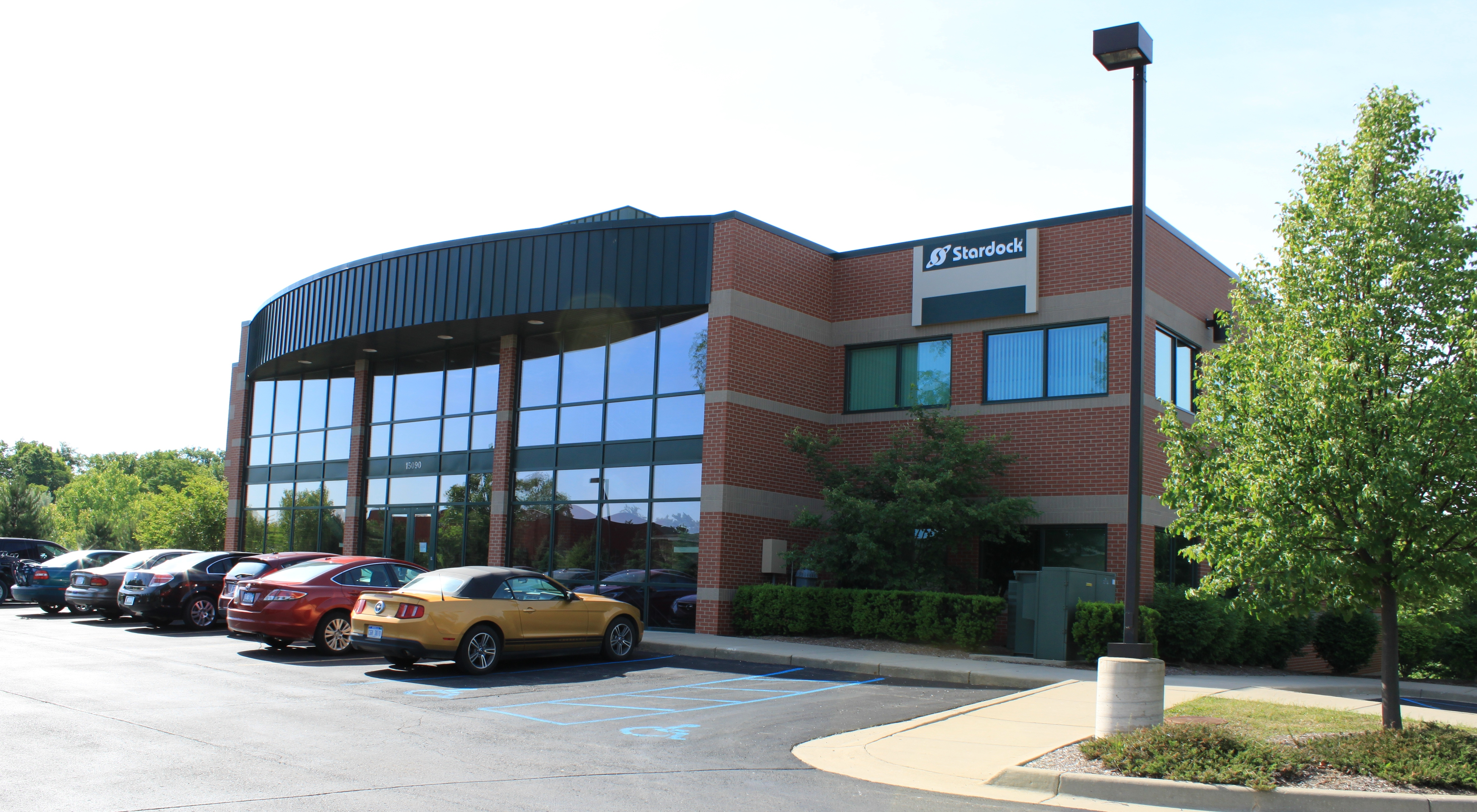

스타독(Stardock)은 1991년에 설립된 소프트웨어 개발 회사이며,
1993년에 스타독 시스템즈(Stardock Systems)로 통합된 다음, 나중에 스타독 닷넷(Stardock.net)으로 알려지게 되었다.
스타독은 원래 OS/2 운영 체제를 위해 개발되었으나 1997년에서 1998년 사이에 OS/2 소프트웨어 시장이 무너졌기 때문에 윈도우 환경으로 옮길 수밖에 없는 상황에 처하였다. 스타독이 만든 컴퓨터 프로그램 대부분은 사용자가 그래픽 사용자 인터페이스를 수정하거나 확장할 수 있게 도와준다. 이러한 프로그램뿐 아니라, 컴퓨터 게임, 특히 턴 베이스 전략 게임을 개발하여 발표하기도 했다.

## 제품

### 오브젝트 데스크톱
- 윈도블라인즈
- 데스크톱X
- 아이콘패키저
- 윈도FX
- 스킨스튜디오
- 아이콘디벨로퍼
- 오브젝트바
- 아이콘X
- 키보드 런치패드
- 컨트롤센터
- 테마 매니저
- 오브젝트 집
- 탭 런치패드
- 드라이브스캔
- 인헨스드 다이얼로그
- 라이트클릭
- 스타독 데스크스케이프

### 윈커스터마이즈
- 윈커스터마이즈 브라우저
- 오브젝트독
- 커서XP
- 로그온스튜디오
- 부트스킨
- 스타독 데스크톱 펫

### 씬데스크
- 멀티플리시티
- 킵세이프
- 씽크싱크
- 시큐어프로세스

### 비즈니스 솔루션
- 다이렉트스킨
- 멀티플리시티 프로
- 데스크톱X 엔터프라이즈
- 테마 매니저 OEM
- 마이컬러스

주된 고객은 다음과 같다:
- Alienware
- ATI
- 미시간 대학교, 플로리다 주립대학교

### TotalGaming.net
- 업링크, Gish, Earth 2150 등의 게임을 개발하였다.